# My Serpentis
My Serpentis (μ  Serpentis, förkortat My Ser, μ  Ser) som är stjärnans Bayerbeteckning, är en dubbelstjärna belägen i den södra delen av stjärnbilden Ormen, i den del som representerar ”ormens huvud” (Serpens Caput). Den har en skenbar magnitud på 3,54 och är synlig för blotta ögat. Baserat på parallaxmätning inom Hipparcosuppdraget på ca 19,2 mas, beräknas den befinna sig på ett avstånd på ca 170 ljusår (ca 52 parsek) från solen.

## Egenskaper
My Serpentis är en astrometrisk dubbelstjärna för vilken komponenterna grovt har bestämts genom interferometriska observationer. Paret kretsar kring varandra med en omloppsperiod på ca 36 år och en excentricitet på ungefär 0,4. Primärstjärnan, My Serpentis A, är en vit stjärna i huvudserien av spektralklass A0 V. Naturen hos följeslagaren My Serpentis B är mindre säker - den kan vara en stjärna av spektraltyp A eller F och av okänd luminositetsklass.
Primärstjärnan My Serpentis A har en massa som är ca 2,4 gånger större än solens massa, en radie som är ca 3,2 gånger större än solens och utsänder från dess fotosfär ca 92 gånger mera energi än solen vid en effektiv temperatur på ca 9 500 K.